# الشعبة (أفلح اليمن)

تعديل مصدري - تعديل

الشعبة هي إحدى قرى عزلة بني فلاح بمديرية أفلح اليمن التابعة لمحافظة حجة، بلغ تعداد سكانها 171 نسمة حسب تعداد اليمن لعام 2004.